# Sipa Press
Sipa Press è un'agenzia fotografica francese fondata dal fotogiornalista turco Gökşin Sipahioğlu e dal fotografo americano Phyllis Springer nel 1973.
La compagnia copre news ed eventi di intrattenimento con raggio mondiale, grazie ai più di mille corrispondenti e ad accordi di esclusività con agenzie come Newscom, Associated Press, Rex/Shutterstock.
Sipa gestisce un archivio fotografico contenente circa 20 milioni di foto che partono dagli anni '40 in poi.
Nel 2011 la compagnia è stata venduta all'agenzia tedesca DAPD News Agency.